# Herzwil
Herzwil ist eine Ortschaft in der Nähe von Niederwangen in der Gemeinde Köniz im Schweizer Kanton Bern.

## Allgemeines
Südlich der Stadt Bern, an der Kreuzung der Strassen zwischen Köniz und Niederwangen einerseits und Oberwangen und Liebewil andererseits, liegt der Weiler Herzwil. Er ist ein kleines Bauerndorf mit lediglich sieben Höfen und 59 Einwohnern. Mehrere der über 100-jährigen, typischen Berner Bauernhöfe sind im ursprünglichen Zustand erhalten und stehen unter Denkmalschutz. Das ebenfalls geschützte Ortsbild gilt als eines der schönsten in der Schweiz bezüglich landschaftlicher Lage, Baubestand und ungestörter Umgebung.
Der Grossteil der Einwohner ist in der Landwirtschaft tätig. In den sechs Bauernbetrieben wird vor allem Ackerbau, Milchwirtschaft, Mutterkuhhaltung, Schweinezucht und Schweinemast betrieben.

## Geschichte
Die erste urkundliche Erwähnung (1255) lautet «Hertswile». Dieser Name deutet auf das «Wil» des «Hert» und lässt sich auf die Römer zurückverfolgen. Das «Wil»  stammt von der Bezeichnung Weiler, welches wiederum auf einen Standort einer römischen Villa hindeutet. Das Vorhandensein einer Villa wurde durch Funde (1850) auf dem «Ziegelacker» bezeugt, wo man Teile einer römischen Heizungsanlage fand.
Aus dem ursprünglichen Namen «Hertswile» wurde mit den Jahrhunderten «Hertswil», «Hertzwyl», «Herzwyl» und das heutige Herzwil. Somit hat der Ortsname zum eigentlichen Wort «Herz» keine Beziehung.
An den grossen, verzierten und bemalten Bauernhäusern kann man leicht erkennen, dass die Herzwiler im 17. und 18. Jahrhundert meist wohlhabende Bauern waren. Noch heute sind zwei dieser alteingesessenen Geschlechter, die «Spycher» und die «Winzenried», in Herzwil wohnhaft.